# Acalypha velutina
Acalypha velutina är en törelväxtart som beskrevs av Joseph Dalton Hooker. Acalypha velutina ingår i släktet akalyfor, och familjen törelväxter. Inga underarter finns listade i Catalogue of Life.